# Symmocidae
Symmocidae är en familj av fjärilar. Symmocidae ingår i överfamiljen Gelechioidea, ordningen fjärilar, klassen egentliga insekter, fylumet leddjur och riket djur. Enligt Catalogue of Life omfattar familjen Symmocidae 328 arter.

## Dottertaxa till Symmocidae, i alfabetisk ordning[1]
- Acrosyntaxis
- Afrosymmoca
- Amselina
- Apatema
- Apiletria
- Aprominta
- Catasphalma
- Chersogenes
- Chionellidea
- Clerogenes
- Cornusymmoca
- Donaspastus
- Dyscordaxis
- Dysspastus
- Eremica
- Eremicamima
- Eremicamura
- Eupolella
- Gerdana
- Glyphidocera
- Hamartema
- Hecestoptera
- Hieronala
- Illahasis
- Indiospastus
- Kertomesis
- Kullashara
- Leilaptera
- Mylothra
- Nastoceras
- Neospastus
- Nestorellus
- Nomialyra
- Nukusa
- Oegoconia
- Oegoconiites
- Orpecovalva
- Pantacordis
- Pecteneremus
- Sagarancona
- Sceptea
- Stibaromacha
- Symmacantha
- Symmoca
- Symmocites
- Symmocoides
- Syssymmoca
- Telephirca
- Tenieta
- Xenoplaxa